# Comando europeo per il trasporto aereo
Il Comando europeo per il trasporto aereo (EATC, dall'inglese European Air Transport Command) è il comando centrale che esercita il controllo operativo sulla maggior parte delle capacità di rifornimento in volo e trasporto aereo militare di sette paesi dell'Europa occidentale. A gennaio 2015 la flotta sotto il comando dell'EATC rappresentava il 75% dell'intera capacità di trasporto aereo europea. Ha il suo quartier generale presso l'aeroporto di Eindhoven, nei Paesi Bassi, e ha anche una limitata responsabilità sull'addestramento degli equipaggi e sull'armonizzazione dei regolamenti nazionali sul trasporto aereo.

## Storia

I paesi membri dell'EATC.

Nel 1999 Francia e Germania diedero origine ad un'iniziativa politico-militare per fondare le basi di un comando per il trasporto aereo congiunto. Nel dicembre dello stesso anno, durante una seduta del Consiglio europeo a Helsinki è stata espressa la necessità di sviluppare una capacità di reazione rapida, incluso il settore del trasporto aereo strategico.
Nel giugno 2001 i paesi membri del Gruppo aereo europeo (EAG) decisero di fondare lo European Airlift Coordination Cell (EACC) per aumentare le sinergie tra paesi europei sul trasporto aereo militare e il rifornimento in volo.
Per aumentare ulteriormente la collaborazione tra i paesi, nel 2006 Francia e Germania si accordarono per fondare un comando strategico comune per il trasporto aereo e invitarono gli altri membri dell'EAG a farne parte, ma solo Belgio e Paesi Bassi lo fecero.
Nel maggio 2007 i capi della difesa dei quattro paesi approvarono la creazione dell'EATC e cominciarono le negoziazioni per stabilire nel dettaglio le sue funzioni. Il Comando europeo per il trasporto aereo divenne operativo il 1º luglio 2010.
Il 22 novembre 2012 l'EATC si estese al Lussemburgo, nel luglio 2014 vi entrò anche la Spagna e nel dicembre dello stesso anno fu la volta dell'Italia.

### Comandanti e vicecomandanti
A partire dal 2020 il comandante è nominato a rotazione ogni tre anni da Francia e Germania, mentre il vicecomandante è nominato, sempre su base triennale, da Italia, Belgio, Spagna e Paesi Bassi.
| Comandante                   | Nazionalità | Durata mandato                |
| ---------------------------- | ----------- | ----------------------------- |
| Magg. Gen. Jochen Both       | Germania    | Luglio 2010–luglio 2012       |
| Magg. Gen. Pascal Valentin   | Francia     | Luglio 2012–luglio 2014       |
| Magg. Gen. Christian Badia   | Germania    | Luglio 2014–luglio 2017       |
| Magg. Gen. Pascal Chiffoleau | Francia     | Luglio 2017–settembre 2018    |
| Magg. Gen. Laurent Marboeuf  | Francia     | Settembre 2018–settembre 2020 |
| Magg. Gen. Andreas Schick    | Germania    | Settembre 2020–settembre 2023 |
| Magg. Gen. Franck Mollard    | Francia     | Settembre 2023–oggi           |

| Vicecomandante                                | Nazionalità | Durata mandato              |
| --------------------------------------------- | ----------- | --------------------------- |
| Brig. Gen. Alain Rouceau                      | Francia     | Luglio 2010–luglio 2012     |
| Brig. Gen. Jörg Lebert                        | Germania    | Luglio 2012–luglio 2014     |
| Brig. Gen. Pascal Chiffoleau                  | Francia     | Luglio 2014–luglio 2017     |
| Brig. Gen. Andreas Schick                     | Germania    | Luglio 2017–settembre 2020  |
| Brig. Gen. Patrick Mollet                     | Belgio      | Settembre 2020–gennaio 2024 |
| Magg. Gen. José Luis Ortiz-Cañavate Levenfeld | Spagna      | Febbraio 2024–oggi          |

## Basi
Il Comando europeo per il trasporto aereo gestisce 13 basi aeree nei sette paesi membri.

## Flotta
Al 1º gennaio 2016 la flora dell'EATC era così composta:
| Paese       | Aereo                                         | Quantità | Note                                  |
| ----------- | --------------------------------------------- | -------- | ------------------------------------- |
| Belgio      | Lockheed C-130 Hercules                       | 10       | Saranno rimpiazzati dagli A400M.      |
| Belgio      | Dassault Falcon 900                           | 1        |                                       |
| Belgio      | Embraer ERJ 135/145                           | 4        |                                       |
| Belgio      | Airbus A400M                                  | 0        | 7 ordinati                            |
| Francia     | Airbus A340                                   | 2        |                                       |
| Francia     | Airbus A310                                   | 3        |                                       |
| Francia     | Lockheed C-130 Hercules                       | 14       | Saranno rimpiazzati dagli A400M.      |
| Francia     | Lockheed Martin C-130J Super Hercules/KC-130J | 2/2      |                                       |
| Francia     | Transall C-160/KC-160                         | 25/3     | Saranno rimpiazzati dagli A400M.      |
| Francia     | Airbus A400M                                  | 8        | 50 ordinati in totale                 |
| Francia     | CASA CN-235                                   | 27       |                                       |
| Francia     | Boeing KC-135 Stratotanker                    | 14       | Saranno rimpiazzati dagli A330 MRTT.  |
| Francia     | Airbus A330 MRTT                              | 0        | 12 ordinati.                          |
| Germania    | Airbus A310 MRTT                              | 4        | Saranno rimpiazzati dagli A330 MRTT.  |
| Germania    | Airbus A310                                   | 1        |                                       |
| Germania    | Transall C-160                                | 32       | Saranno rimpiazzati dagli A400M.      |
| Germania    | Airbus A400M                                  | 3        | 40 ordinati in totale.                |
| Italia      | Boeing KC-767                                 | 4        |                                       |
| Italia      | Lockheed Martin C-130J Super Hercules/KC-130J | 15/3     |                                       |
| Italia      | Alenia C-27J Spartan                          | 11       |                                       |
| Lussemburgo | Airbus A400M                                  | 0        | 1 ordinato                            |
| Paesi Bassi | McDonnell Douglas KC-10 Extender              | 2        | Saranno rimpiazzati dagli A330 MRTT.  |
| Paesi Bassi | Airbus A330 MRTT                              | 0        | 2 ordinati con un'opzione per altri 6 |
| Paesi Bassi | Lockheed C-130 Hercules                       | 4        |                                       |
| Paesi Bassi | Gulfstream IV                                 | 1        |                                       |
| Spagna      | Boeing 707/KC-707                             | 1/2      |                                       |
| Spagna      | Lockheed C-130 Hercules/KC-130                | 6/5      | Saranno rimpiazzati dagli A400M.      |
| Spagna      | CASA C-295                                    | 13       |                                       |
| Spagna      | Airbus A400M                                  | 0        | 14 ordinati                           |